# Tobi Vail
Tobi Vail (nascida em 20 de julho, 1969) é uma musicista, ativista e teórica feminista de Olympia, Washington. Ela formou uma das suas primeiras bandas como baterista para o The Go Team quando possuía 15 anos de idade, mais tarde colaborando em vários outros grupos como Bikini Kill.
Por um tempo namorou com Kurt Cobain, guitarrista, vocalista e compositor da banda Nirvana.